# Bycanistes fistulator
El cálao silbador (Bycanistes fistulator) es una especie de ave bucerotiforme de la familia Bucerotidae propia del África subsahariana.

## Descripción

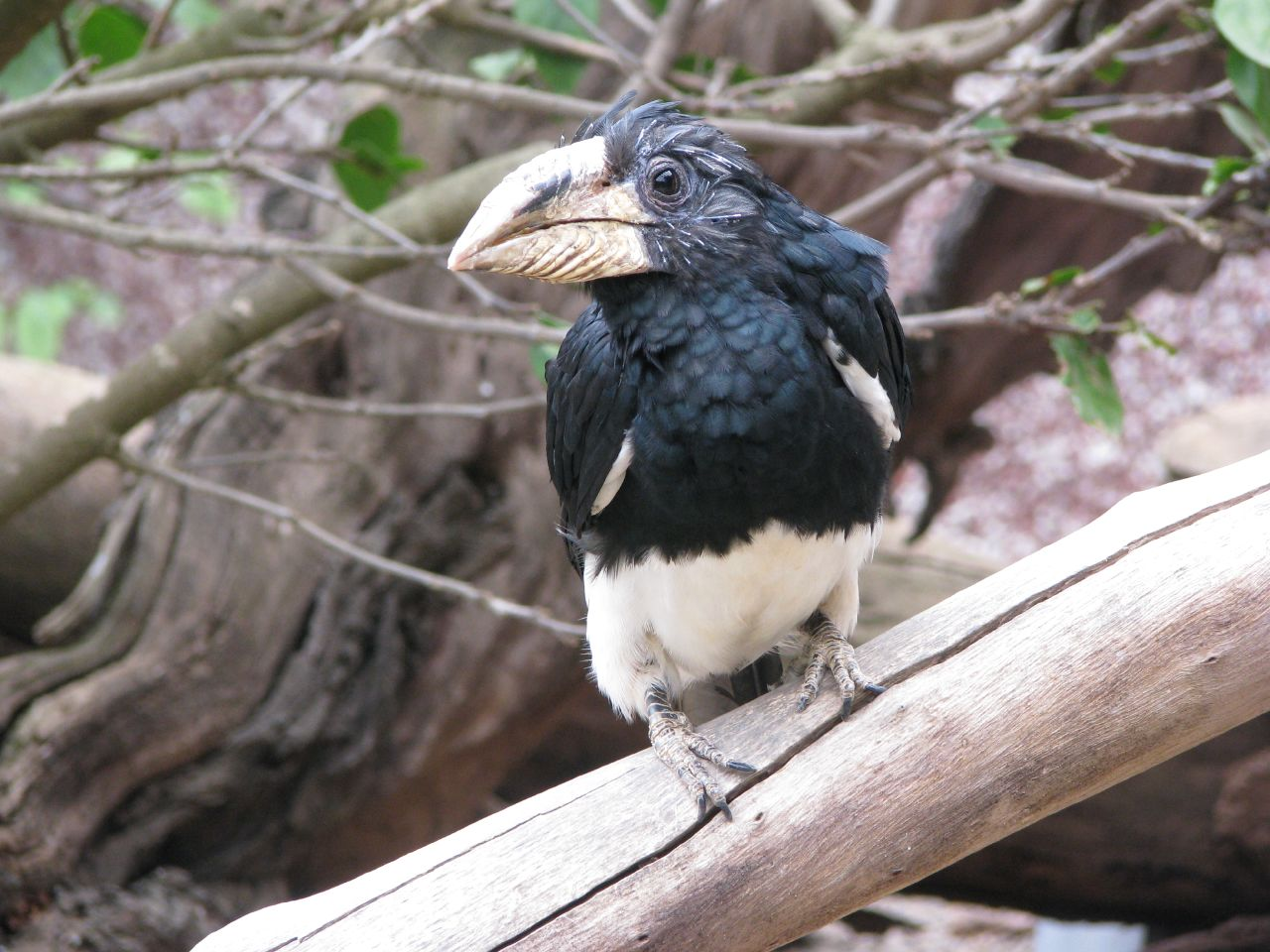
Ejemplar en Guinate Tropical Park, Lanzarote, España.

Mide 50 cm de longitud, con lo que es el menor miembro de su género. Su plumaje es negro, excepto en su vientre, plumas exteriores de la cola y la punta de las secundarias que son blancos. Su pico es muy grueso y ligeramente curvado hacia abajo, de tonos parduzcos y presenta surcos y protuberancias.

## Distribución y hábitat
Se encuentra en las selvas del África subsahariana, desde Senegal hasta Uganda occidental en el este, y el norte de Angola por el sur. 

## Subespecies
Se reconocen tres subespecies:
- B. f. fistulator (Cassin, 1850) - África Occidental.
- B. f. sharpii (Elliot, DG, 1873) - África Central principalmente. Algunos, como la IUCN, lo consideran una especie plena; incluiría a B. s. duboisi Sclater, WL, 1922 como subespecie.[4]
- B. f. duboisi Sclater, WL, 1922 - África Central principalmente, al noreste de la anterior.